# Chiradzulu (dystrykt)
Chiradzulu – dystrykt w Malawi, w regionie Południowym. Według danych z 2018 roku populacja dystryktu wynosiła 356 875 osób.

## Sąsiednie dystrykty
- Blantyre – zachód
- Mulanje – południowy wschód
- Thyolo – południe
- Zomba – północny wschód